# Nína Sæmundsson

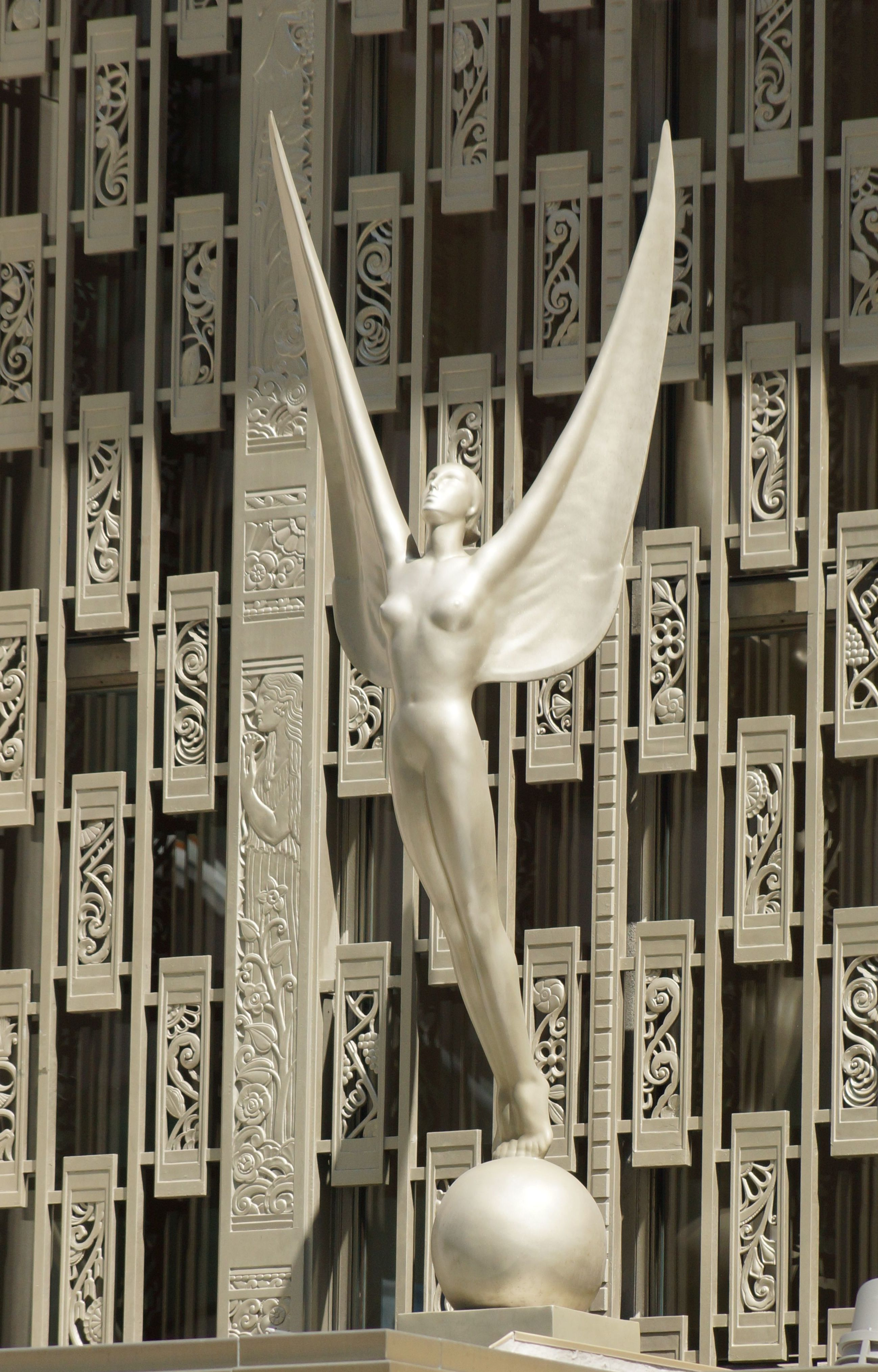
Spirit of Achievement, Waldorf Astoria in New York (1931)

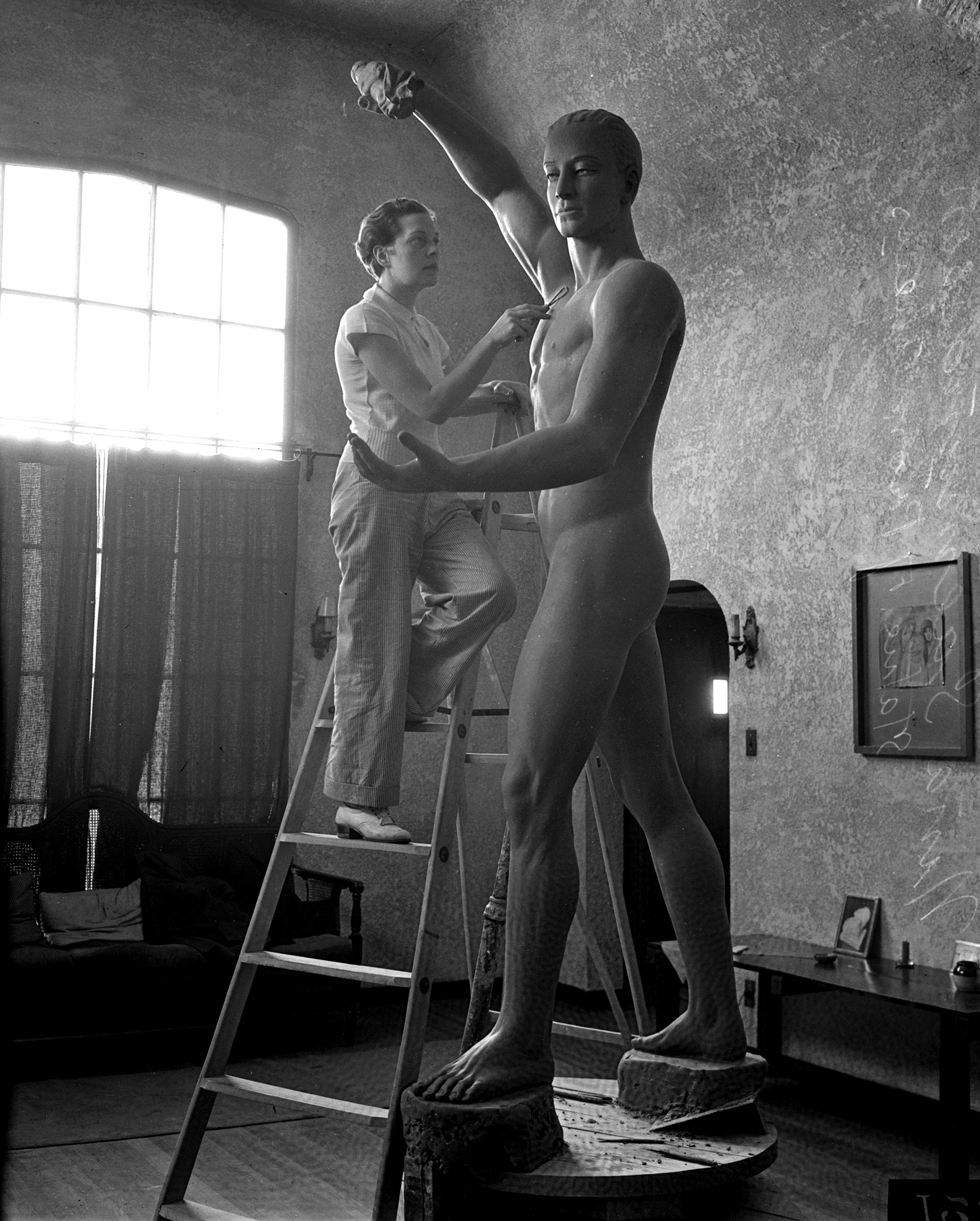
Nína Sæmundsson in ihrem Atelier in Los Angeles, Arbeit an der Skulptur Prometheus (1934)

Nína Sæmundsson, eigentlich Jónína Sæmundsdóttir, (* 22. August 1892 im Nikulásarhús, Fljótshlíð; † 29. Januar 1965 in Reykjavík) war eine isländische bildende Künstlerin. Sie war die erste ausgebildete Bildhauerin ihres Landes.

## Biographie
Nína Sæmundsson wurde als jüngstes von 15 Kindern von Þórunn Gunnlaugsdóttir und Sæmundur Guðmundsson im Süden Islands auf der Hofanlage Nikulásarhús geboren. Als sie 14 Jahre alt war, zog die Familie nach Reykjavík. 1911 reiste sie zu einer wohlhabenden Tante nach Kopenhagen, wo sie eine Handelsschule besuchte und anschließend eine Ausbildung in Zahntechnik machte. Neben ihrem Beruf begann sie, Skulpturen aus Ton zu modellieren. Der dänische Bildhauer Holger Wederkinch ermunterte sie, sich für einen Studienplatz an der Königlich Dänischen Kunstakademie zu bewerben. Nína bestand die Aufnahmeprüfung und durchlief eine vierjährige Ausbildung in Bildhauerei und Malerei, wobei sie von zwei dänischen Mäzenen finanziell unterstützt wurde. Ihre Lehrer waren die Künstler Julius Schultz und Einar Utzorn-Frank. 1918 nahm sie mit der Skulptur Schlafender Junge an der ersten Kunstausstellung in Island teil.
Ab 1918 war Nína mit Gunnar Thorsteinsson verlobt, dem jüngeren Bruder des Künstlers Muggur und Sohn eines der reichsten Männer Islands. Gunnar, der für Fram Reykjavík spielte, gilt als einer der ersten isländischen Fußballstars. 1919 stellten die Ärzte bei ihm Tuberkulose fest, die damals in Island weit verbreitet war. Im Frühjahr 1920, als Nína im vierten Studienjahr war, wurde auch bei ihr Tuberkulose diagnostiziert. Sie beendete das laufende Semester und reiste Anfang April 1920 in die Schweiz, um sich im Sanatorium Stephani auszukurieren. Gunnar starb im Mai 1921 an der Krankheit.
Nach Aufenthalten in Rom und Paris zog Nína 1926 nach New York City, nachdem sie zu einer dortigen Kunstausstellung eingeladen worden war. Zuvor war sie für ihre Skulptur Mutterliebe beim Salon d’Automne in Paris lobend erwähnt worden. Die Freunde der Kunstgesellschaft erwarben diese Skulptur später, und sie wurde 1930 in einem Park nahe der Lækjargata in Reykjavík aufgestellt. Es war die erste Skulptur einer Frau, die in Island öffentlich zu sehen war. Anmut und Schönheit des menschlichen Körpers waren ein wichtiges Thema in Nínas Werk.
In New York nahm Nína an einem Wettbewerb zur Gestaltung des Hotels Waldorf Astoria teil; rund 400 Künstler reichten ihre Entwürfe dazu ein. Nínas Entwurf Spirit of Achievement gewann den Wettbewerb, und die Skulptur im Art-déco-Stil ziert seit 1931 den Eingang zum Hotel an der Park Avenue: „Die aus Nickel und Bronze gegossene weibliche Figur erhebt sich majestätisch von ihrem Sitz auf einer Weltkugel, ein perfektes Symbol für das Waldorf-Ideal der Exzellenz“, so beschreibt sie die Hotelleitung. Laut ihrer Biografie, die von der Kunsthistorikerin Hrafnhildur Schram verfasst wurde, wurde die Statue „vom Geist Amerikas inspiriert, der Nína bei ihrer Ankunft in der Neuen Welt gefangen nahm“.
Es war die Zeit der Großen Depression, in Hollywood aber blühte das Geschäft, und Künstlerinnen und Künstler zogen nach Kalifornien. Nína bezog dort ein gemeinsames Domizil mit der Drehbuchschreiberin Polly James; das Haus verfügte über ein geräumiges Atelier über der Garage. Sie wurde eine gefragte Porträtistin und malte unter anderem die Schauspielerinnen Hedy Lamarr und Greta Nissen. Auch porträtierte sie Greta Garbo, wobei ihr die Garbo nicht persönlich Modell saß, sondern das Bild nach einem Foto entstand. Sie unterrichtete Bildhauerei an der Hollywood Art Center School und arbeitete gemeinsam mit den anderen Lehrern der Schule an einer sechs Meter hohen Skulptur, die die Filmindustrie symbolisieren sollte. In dieser Zeit wurde sie stark von den Holz- und Steinschnitzereien der indigenen Völker der pazifischen Inseln und Nordamerikas beeinflusst. Von diesem Einfluss sind die meisten ihrer figurativen Arbeiten aus den letzten Stationen ihres Schaffens geprägt, ebenso wie ihr bewusster Umgang mit den natürlichen Formen von Stein und Holz.
1935 schuf Nína die Statue Prometheus Bringing Fire to Earth, die in Los Angeles im damaligen Westlake Park, seit den 1940er Jahren MacArthur Park, aufgestellt wurde. 2021 wurde die inzwischen beschädigte Skulptur restauriert. 1939 erstellte sie eine Büste von Hedy Lamarr. Im Jahr 1936 entstand eine Büste von Leif Eriksson, anlässlich des vermeintlich 1000. Jubiläumsjahres seiner Landung in Nordamerika. Sie arbeitete auch als Bühnenbildnerin und baute Skulpturen für den Albert-Lewin-Film The Moon and Sixpence (deutscher Titel: Der Besessene von Tahiti) nach einem Roman von W. Somerset Maugham (1942). Nína stellte ihre Skulpturen, Gemälde und Zeichnungen in Kalifornien häufig aus, konzentrierte sich aber zunehmend auf die Malerei von Landschaften und Porträts.
1955 kehrte Nína nach Island zurück. 1958 vollendete sie ihre letzte bildhauerische Arbeit, eine Plastik von Nonni, die zwischenzeitlich als vermisst galt, bis sie 1992 wieder aufgefunden und 1996 in Akureyri aufgestellt wurde.
Im August 1959 wurde Nínas Werk Hafmeyjan (Die Meerjungfrau) auf dem See Tjörnin in Reykjavík angebracht, aber nur wenige Monate später an Neujahr bei einem Anschlag zerstört. Am 12. Januar 1960 druckte die linksorientierte Zeitung Þjóðviljinn ein Bekennerschreiben ab, in dem sich der Schreiber als der Anführer einer kleinen Gruppe ausgab, die die Statue als „Notmaßnahme“ in die Luft gesprengt habe: „Gewiss versteht es sich von selbst, dass Künstler neue Wege in ihrem Schaffen gehen, aber diese Statue, diese schreckliche Deformierung, die eine miserable Mischung aus abstrakter Tendenz und der ‚alten rechten‘ Tendenz ist, malträtiert das Schönheitsempfinden der Menschen und ist eine Schande für die Stadt und das Land.“ Es wurde vermutet, dieser Anschlag sei aus antidänischen Ressentiments geschehen, weil die Skulptur Ähnlichkeit mit der Kleinen Meerjungfrau in Kopenhagen aufwies, oder aber aus Ablehnung der Künstlerin, weil diese in den USA gelebt hatte. Nína sagte damals, etwas sei „in ihr gestorben“.
Nína Sæmundsson starb am 29. Januar 1965 im Alter von 72 Jahren an Krebs in Reykjavík.

## Spätere Würdigung
Im Jahr 2000 wurde eine Bronzestatue des Entdeckers Leif Eriksson von Nína in Eiríksstaðir enthüllt. Der Entwurf zu dieser Statue hatte 1930 bei einem Erikson-Wettbewerb in den USA den zweiten Platz hinter einem Werk von Alexander Stirling Calder belegt. Die Statue von Calder steht seither als Geschenk der USA zum 1000-Jahr-Jubiläum des Althing vor der Hallgrímskirkja in Reykjavík.
2014 ließen private Spender Hafmeyjan neu erstellen und auf dem See Tjörnin platzieren.
2018 fand der Fotograf Brett Cody Rogers in den verlassenen Räumen der Hollywood Art School vor deren Abriss mehrere Köpfe aus Terrakotta, die nach Recherchen im Archiv der Schule Nína zugeschrieben wurden. Er verwendete Fotos von einem der Köpfe für Collagen unter dem Titel Proposal for the Lost Head of Nína Sæmundsson 1-2. Auf dem Gelände des Nikulásarhús, das seit dem Ausbruch des Vulkans Hekla im Jahr 1947 unbewohnt ist, wurde für Nína die Gedenkstätte Nínulundur angelegt.

## Werke im öffentlichen Raum
- Móðurást  – Mutterliebe Statue (1928), Reykjavík, Iceland[1]
- The Spirit of Achievement Statue (1931), über dem Eingang zum Waldorf Astoria in New York City
- Prometheus Bringing Fire to Earth Statue (1935), MacArthur Park, Los Angeles
- Leif Erikson Büste (1936), Los Angeles
- Jón Sveinsson Statue (1958), Akureyri
- Hafmeyjan – Meerjungfrau Statue (1959), Tjörnin, Reykjavík[21]

## Galerie

Skulptur Móðurást - Mutterliebe (1926)
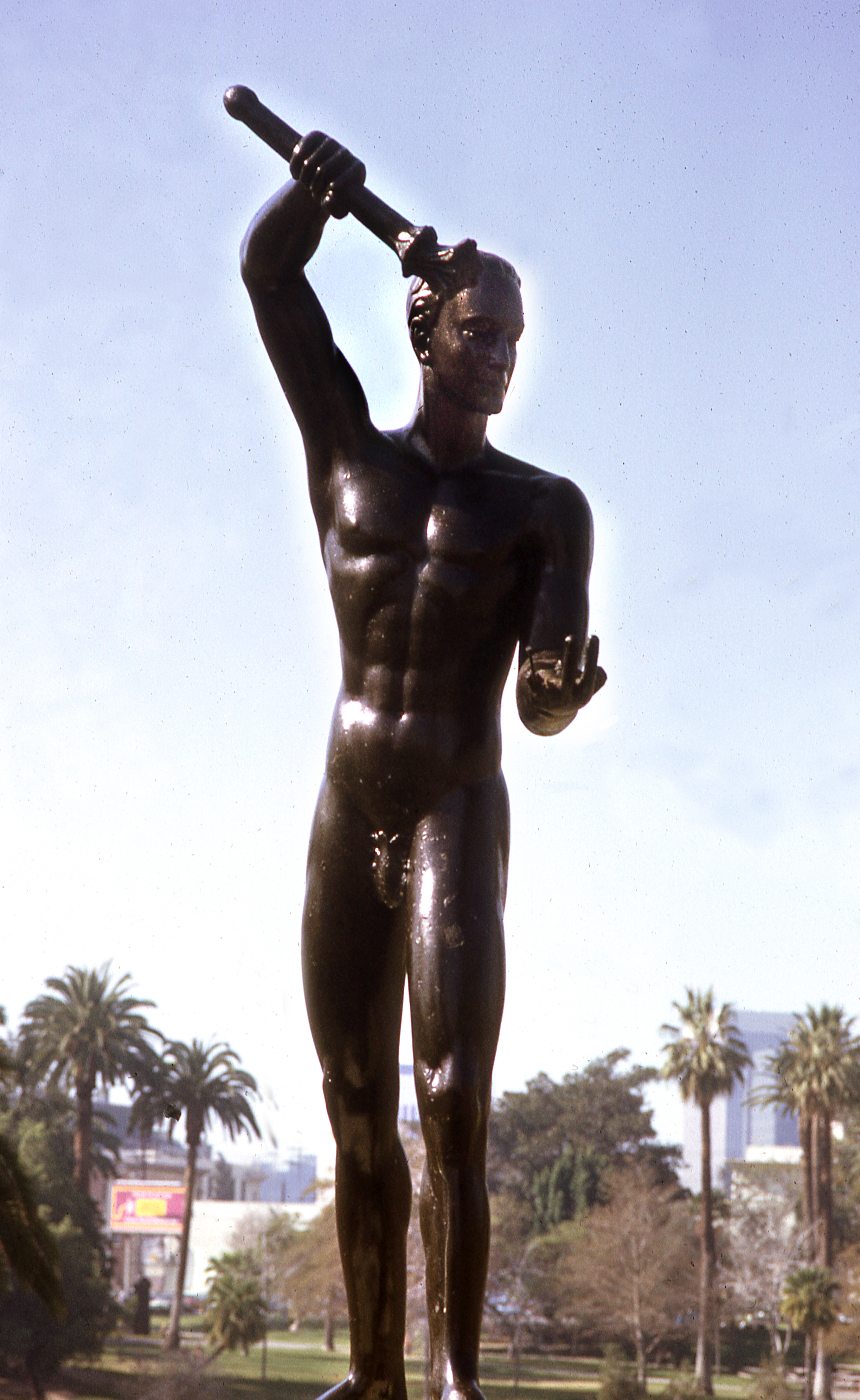
Prometheus Bringing Fire to Earth (1935)
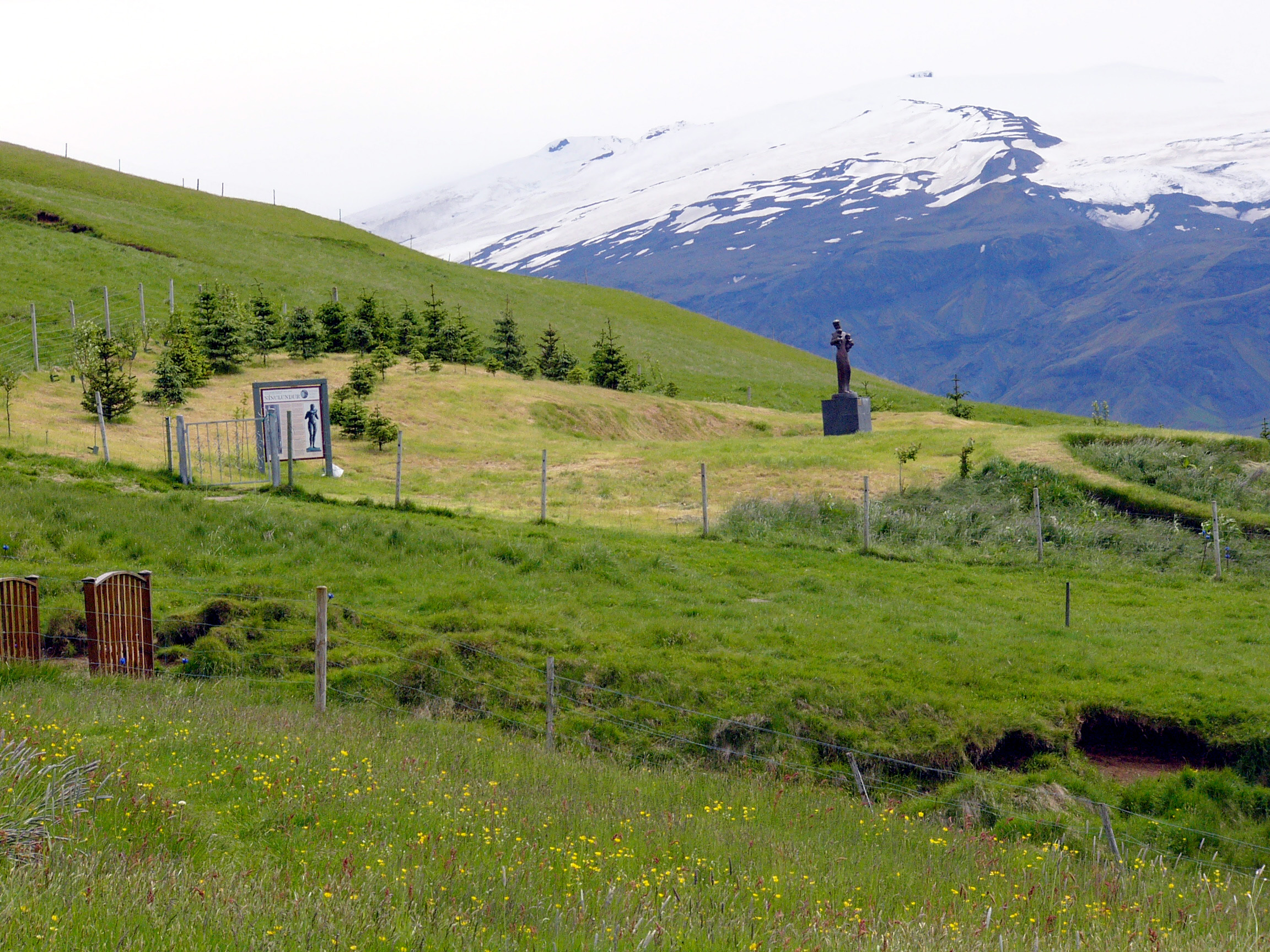
Gedenkstätte Nínulundur